# Lačnovské skály
Lačnovské skály (též Trčkovy skály) je nevelká pískovcová skalní oblast na Vizovické vrchovině v blízkosti obce Lačnov v okrese Vsetín. Skály jsou tvořeny třemi sektory, a to Horními, Prostředními a Dolní skalami.

## Lokalita
Lačnovské skály se nacházejí na Vizovické vrchovině v přírodním parku Vizovické vrchy v blízkosti obcí Lačnov a Lidečko. Skládají se ze třech hlavních skalních sektorů, a to Horních Lačnovských skal na severu a Dolních Lačnovských skal na jihu, mezi nimi se nacházejí ještě menší Prostřední Lačnovské skály. Vzdálenost skal je řádově několik stovek metrů. Skály se nachází na trase naučné stezky Vařákovy paseky.
Skály jsou vysoké až 14 m (Dolní; Horní kolem 10 m) a jsou pokryté množstvím voštin.

## Lidská činnost
Mezi lety 1923–1928 skály navštěvoval Josef Valčík (spolupachatel atentátu na Heydricha), který v té době sloužil u lačnovského sedláka a chodil do místní školy. Od 40. let 20. století jsou skály spjaty s rozvojem trampingu v oblasti Valašska; místní skály navštěvovala zejména volnomyšlenkářštější část trampů, kterým vyhovovala odlehlejší poloha skal.
Lačnovské skály jsou hojně navštěvovanou horolezeckou lokalitou, vzhledem k poloze dále od příjezdové cesty a vlaku však méně, než nedaleké Čertovy skály.

## Přístup
Skály jsou dostupné pouze pro pěší. Z Lidečka sem vede modře značená turistická cesta, z Lačnova jsou skály dostupné po trase žluté. 